# Юшкевич, Адольф Павлович
Адо́льф Па́влович Юшке́вич (в быту Андрей Павлович; 2 (15) июля 1906, Одесса, Российская империя — 17 июля 1993, Москва, Российская Федерация) — советский и российский историк науки. Доктор физико-математических наук, заслуженный деятель науки РСФСР. Член ряда зарубежных академий и научных обществ. В августе 1965 года на Международном конгрессе по истории науки (24—31 августа, Польша) А. П. Юшкевич был избран президентом Международной Академии истории науки (МАИН). На этом посту А. П. Юшкевич выступил инициатором многих начинаний, в частности, при его участии была учреждена медаль Александра Койре «За выдающиеся научные работы по истории науки».
А. П. Юшкевич — автор более 200 научных работ по истории математики. Издатель трудов классиков математики. Основные направления исследований: история математики в Средние века, в том числе на Востоке; история математики в России; история математического анализа.
Библиотека Юшкевича после его смерти передана в Институт истории естествознания и техники им. С. И. Вавилова РАН. Входил в редколлегию серии «Научно-биографическая литература» в издательстве «Наука».
В 1978 удостоен медали Джорджа Сартона за фундаментальный вклад в историю науки.

## Биография
Сын историка и философа Павла Соломоновича Юшкевича, племянник писателя Семёна Соломоновича Юшкевича.
- 1929 — окончил физико-математический факультет МГУ
- 1930—1952 — работал в Московском высшем техническом училище
- 1940 — доктор физико-математических наук
- 1940 — профессор МГУ
- С 1945 и до конца жизни — Институт истории естествознания и техники АН СССР (ИИЕТ)
- 1948 — основатель (совместно с Г. Ф. Рыбкиным) и ответственный редактор выпусков сборника «Историко-математические исследования»

Похоронен на Донском кладбище.

## Библиография

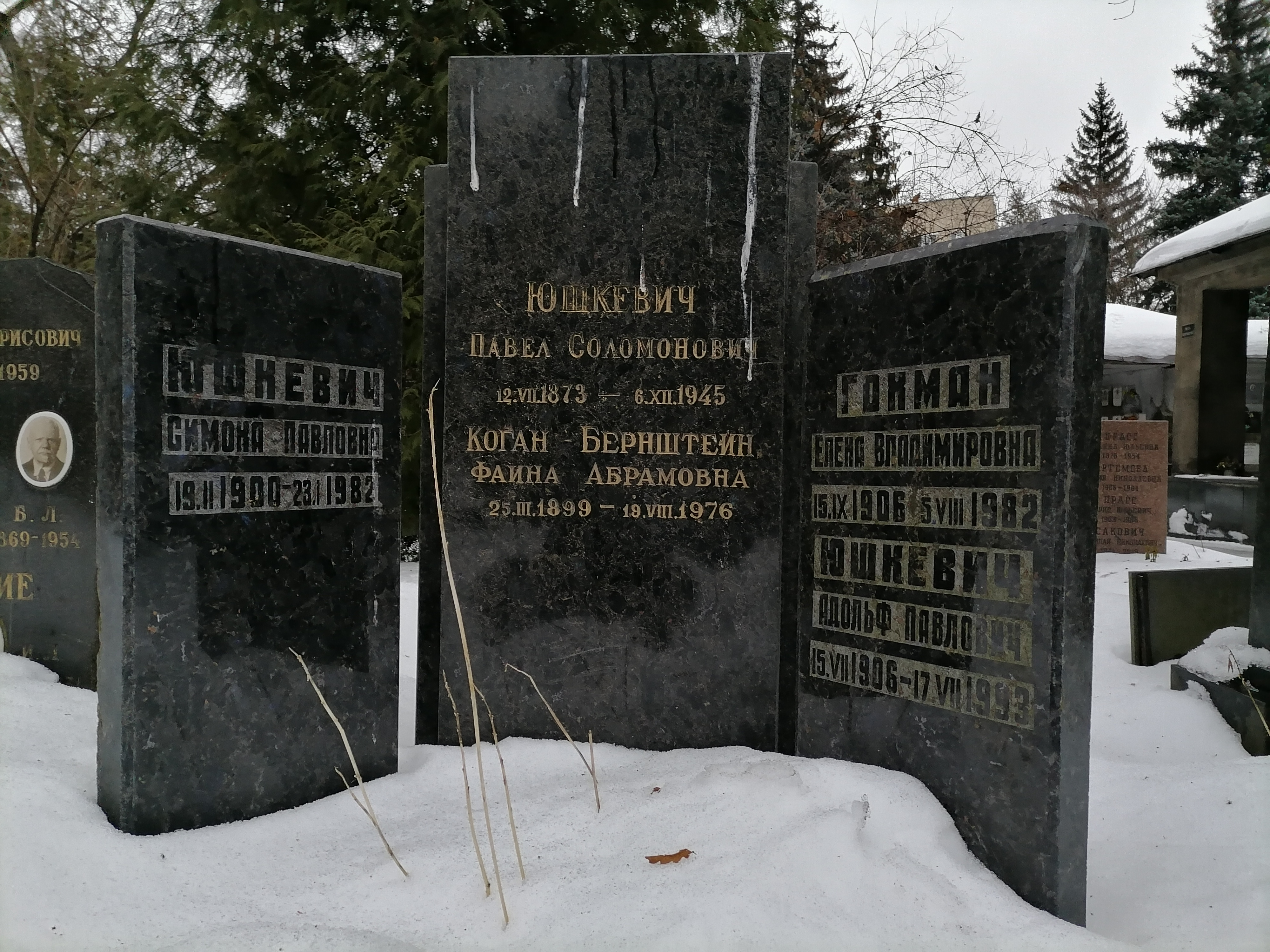
Семейное захоронение Юшкевичей на Донском кладбище

## Семья
- Жена (с 1929 года) — Елена Владимировна Гохман (1906—1982), уроженка Мариуполя, переводчик научной литературы; дочь физика и переводчика физико-математической литературы Владимира Соломоновича Гохмана (1880—1956), доцента кафедры физики Московского института связи[5].
  - Сын — Александр Адольфович Юшкевич (1930—2012), математик, профессор Университета Северной Каролины в Чапел-Хилле[5].

## Признание
- 1951 — орден Трудового Красного Знамени
- 1956 — чл.-корр. Международной академии истории науки
- 1957 — первая медаль им. Л.Эйлера АН ГДР
- 1958 — член Германской академии естествоиспытателей «Леопольдина»
- 1960 — действительный член Международной академии истории науки
- 1965—1968 — президент Международной академии истории науки
- 1966 — заслуженный деятель науки РСФСР
- 1967 — чл.-корр. Научного общества им. Лейбница, Серебряная медаль им. Г. В. Лейбница Научного общества им. Лейбница
- 1971 — медаль им. А. Койре Международной академии истории науки
- 1976 — чл.-корр. Германского общества историков естествознания, техники и медицины, медаль им. Г. В. Лейбница АН ГДР
- 1978 — медаль им. Дж. Сартона[англ.] Американского общества историков науки
- 1979 — почётный чл. Чехословацкого общества историков науки и техники
- 1982 — чл. Французского математического общества
- 1982 — премия Дуасто-Блютеля Парижской АН
- 1983 — 2-я медаль им. Л. Эйлера АН ГДР